# فري برس (منظمة)
تبني منظمة فري برس (Free Press) حركة عالمية قوية لتغيير وسائل الإعلام والسياسات التقنية، فضلاً عن تعزيز الاهتمام العام ودعم الديمقراطية. وتدعم فري برس حرية وصول الجميع وبأسعار معقولة إلى الإنترنت، وملكية وسائل الإعلام المتنوعة ووسائل الإعلام العامة المختلفة والصحافة ذات الجودة العالية.
تأسست فري برس عام 2003 بالشراكة مع العالم روبرت دبليو ماكنزي المتخصص في مجال الإعلام، والمساهم في مجلة ذا نيشن (The Nation) وجون نيكولز وجوش سيلفر، الرئيس التنفيذي الحالي لمؤسسة يونايتد ريبابلك (United Republic)، وهي مؤسسة تتحدى نفوذ الشركات المفروض على نظام وضع السياسات الحكومية. ويعد كريغ هارون الرئيس الحالي لمنظمة فري برس والرئيس التنفيذي لها. أما رئيس مجلس الإدارة فهو الرئيس السابق لـ المنظمة الوطنية للنساء كيم غاندي.
واليوم، تعد منظمة فري برس أكبر المنظمات غير الربحية التي تكرس جهودها في مجال الإعلام والتكنولوجيا والديمقراطية في الولايات المتحدة. حيث يوجد 600000 ناشط وموظف يعملون بدوام كامل في حوالي 30 مكتبًا في واشنطن العاصمة وفلورنس وماساشوستس.
كما أن فري برس هي الجهة المنظمة أيضًا للمؤتمر الوطني لإصلاح الإعلام، الذي يقام في بقعة مختلفة من الولايات المتحدة كل عامين، ويستقطب عادة حوالي 2500 من الحضور.
وتركز حركة إصلاح الإعلام على تغيير السياسة العامة من أجل التوصل إلى نظام إعلامي أكثر ديمقراطية. وتعد فري برس المنظم الرئيسي لهذه الحركة، والتي «تعالج آثار النظام الإعلامي الهادف للربح الذي يفشل بشكل متزايد في الوفاء بمتطلبات الاتصالات التي يقوم بها المجتمع الديمقراطي.» وقد بدأت الحركة في التبلور فعليًا في النصف الثاني من عام 2003، مدفوعة بالأوامر المثيرة للجدل التي أصدرتها لجنة الاتصالات الفيدرالية (FCC).

## الانتشار والقضايا
تمتلك منظمة فري برس ذراعًا للمناصرة وهو صندوق عمل فري برس. وكلاهما يعتمدان على دعم الأفراد والمؤسسات والجمعيات الخيرية العامة لمعالجة القضايا، بما في ذلك ملكية وسائل الإعلام والاتجاه المستمر لاندماج وسائل الإعلام، والحاجة إلى دعم وسائل الإعلام العامة والمستقلة، والكفاح من أجل الحفاظ على حيادية الشبكة، والحاجة إلى النفاذ الشامل إلى الاتصالات، وأهمية الحفاظ على مستويات عالية من الصحافة؛ وتنوع ملكية وسائل الإعلام. وكثيرًا ما تتحدى فري برس لجنة الاتصالات الفيدرالية لتقديم حماية أفضل للصالح العام. وفيما يلي مجموعة من الأوصاف المختصرة لمجالات تركيز فري برس الرئيسية:
اندماج وسائل الإعلام
تعارض فري برس ممارسات شركات الإعلام الكبرى، والتي تهدف إلى الحصول على حصة أكبر من السوق عن طريق الاستحواذ على وسائل الإعلام المحلية.
وسائل الإعلام العامة
تشير وسائل الإعلام إلى وسائل الإعلام التي يمولها القطاع العام مثل خدمة البث العامة (PBS) والإذاعة الوطنية العامة (NPR) بالإضافة إلى وسائل إعلام المجتمع المحلي ومحطات إعلام PEG (العامة، والتعليم، والحكومة). وتؤمن فري برس بالحاجة إلى وجود وسائل إعلام قوية ومستقلة تدافع عن سياسات دعم وسائل الإعلام غير التجارية.
مستقبل الإنترنت
تدافع فري برس عن القضايا التي تؤثر على مستقبل الإنترنت. وتركز الحملات الحالية على حيادية الشبكة والوصول الشامل إلى خدمة إنترنت سريعة ومفتوحة ومتاحة. كما تسعى المنظمة جاهدة إلى حماية حيادية الشبكة وحرية التعبير عبر الإنترنت.
الصحافة الجيدة
وفقًا لفري برس، لم تكن الصحافة الجيدة قضية أكثر إلحاحًا من ذي قبل. وتقول فري برس إننا بحاجة إلى سياسات إعلامية تروج لأخبار تتسم بالجودة، وتحدث شرارة الابتكار، وتحمي الصحفيين، وتنشئ نظامًا إعلاميًا يخدم المصلحة العامة.
الحقوق المدنية والعدل الإعلامي
تدعي فري برس أن القليل مما يرى ويستمع إليه في وسائل الإعلام قد أنتجته بالفعل مجتمعات متنوعة. والنتيجة هي تغطية نمطية وتقارير تفتقر إلى معلومات ووجهات نظر حيوية. فتعمل فري برس بغرض تعزيز السياسات العامة التي تشجع على مزيد من التنوع الإعلامي. كما تدافع فري برس أيضًا عن الوصول الشامل إلى إنترنت حر ومفتوح، كما تسعى إلى نهاية الفجوة الرقمية. في هذا الإطار، ينبغي أن تتحمل شركات الإعلام المسؤولية عن خدمة مجتمعاتها.

## المؤتمر الوطني لإصلاح الإعلام
تنظم فري برس المؤتمر الوطني لإصلاح الإعلام، وهو أكبر وأفضل مؤتمر وطني مخصص لوسائل الإعلام والتكنولوجيا والديمقراطية. إذ يجتمع النشطاء والصحفيون وصناع القرار والتقنيون وصناع الإعلام والفنانون لوضع الإستراتيجيات ومشاركة المهارات والتأثير خلال ثلاثة أيام في ورش عمل وحلقات نقاش وإلقاء الكلمات وعروض وحفلات. وقد عُقدت المؤتمرات السابقة في دنفر (2013) وبوسطن (2011) ومينيابوليس (2008) وممفيس (2007) وسانت لويس (2005) وماديسون، ويسكنسن (2003). ويتميز المؤتمر بعشرات من حلقات النقاش، ومهرجان سينمائي، وورش عمل تقنية، وعروض موسيقية، وقراءات شعرية وتوقيعات كتب وأكثر من ذلك.

## التمويل
تتلقى مؤسسة فري برس وصندوق عمل فري برس دعمًا من جهات مانحة فردية ومؤسسات وجمعيات خيرية عامة. ولا تقبل الأموال من الشركات أو الحكومة أو الأحزاب السياسية.

## الإنجازات
لعبت فري برس دورًا رئيسيًا في دفع شركة إي تي أند تي (AT&T) إلى التخلي عن محاولاتها للاستحواذ على شركة تي موبايل (T-Mobile). حيث لم يكن هذا الاندماج ليترك سوى اثنين من مقدمي الخدمة (إي تي أند تي وفيرايزون (Verizon)) يسيطران على ما يقرب من 80 في المئة من سوق الاتصالات اللاسلكية. كما نجحت في رفع دعوى على لجنة الاتصالات الفيدرالية عندما حاولت إضعاف نظام ملكية وسائل الإعلام الخاص بها. وفي عام 2012، شنت المنظمة أحدث حملاتها لدفع لجنة الاتصالات الفدرالية للحفاظ على حدود الملكية القائمة وتوسيع فرص الملكية للنساء والملونين.

## النقد
كانت فري برس هدفًا للعديد من الهجمات التي وجهت للمجموعة وواحد من مؤسسيها وهو روبرت دبليو ماكنزي. حيث كان غلين بيك، مضيف برنامج حواري إخباري محافظ وأحد أشد المعارضين لفري برس، قد اتهم المجموعة بأنها منظمة شيوعية/ماركسية «هدفها الحد من الصحافة الحرة بأمريكا وحرية التعبير.» كما ادعى بيك أن فري برس تستخدم قضية حيادية الشبكة لتعزيز أجندتها السياسية، ويستشهد بتوظيف المدير الإعلامي السابق لفري برس جين هاوارد متحدثًا رسميًا لـ يوليوس جيناشوفسكي، رئيس لجنة الاتصالات الفدرالية، كدليل على نفوذها المتنامي.

## مجلس الإدارة
كيم غاندي
غاندي، رئيس مجلس إدارة فري برس، الرئيس والمدير التنفيذي للشبكة الوطنية لإنهاء العنف المنزلي. شغلت غاندي سابقًا منصب نائب الرئيس والمستشار العام في الأغلبية النسوية ومؤسسة الأغلبية النسوية، ورئيسًا للمنظمة الوطنية للنساء (NOW) في الفترة 2001-2009.
كريغ هارون
تولى هارون قيادة فري برس وصندوق عمل فري برس في أبريل 2011. وقد انضم كريغ لفري برس عام 2004 وتحدث في جميع أنحاء البلاد حول وسائل الإعلام والإنترنت وقضايا الصحافة.
مايكل كوبس
مايكل كوبس هو المفوض السابق والقائم بأعمال رئيس لجنة الاتصالات الفيدرالية، حيث خدم منذ 2001 وحتى 2011.
أولجا إم. ديفيدسون
ديفيدسون أستاذ مشارك زائر في برنامج دراسات الشرق الأوسط في كلية وليسلي، وشغل أيضًا منصب رئيس مجلس إدارة مؤسسة أيلكس (Ilex).
ماكسي سي. جاكسون الثالث
شغل جاكسون منصب الرئيس والمدير التنفيذي للاتحاد الوطني لمذيعي الإذاعات المحلية، وشغل سابقًا منصب كبير مديري تطوير البرامج في إذاعة نيويورك العامة.
روبرت دبليو ماكنزي
شارك ماكنزي في تأسيس فري برس وصندوق عمل فري برس جنبًا إلى جنب مع جون نيكولز وجوش سيلفر عام 2002. وهو أستاذ الاتصالات في جامعة إلينوي في إربانا-شامبين ومؤلف أو محرر 13 مؤلفًا حول الإعلام والديمقراطية.
جون نيكولز
نيكولز هو مراسل صحيفة ذا نيشن (the Nation) في واشنطن ومحرر افتتاحية صحيفة كابيتال تايمز في ماديسون، بويسكنسن.
ليزا بايك
بايك هو مؤسس مكتب ريسورس ميديا بكاليفورنيا وعمل أيضًا في مجلس إدارة سنتر فور ميديا تشينج.
جوش سيلفر (فخري)
شارك سيلفر في تأسيس فري برس وصندوق عمل فري برس مع روبرت ماكنزي وجون نيكولز عام 2002. كما شغل منصب الرئيس التنفيذي ورئيس فري برس ورئيس مجلس إدارة صندوق عمل فري برس حتى عام 2011.
لوريس آن تايلور
تايلور هي المدير التنفيذي لمنظمة نيتيف بابلك ميديا (Native Public Media). كما شغلت منصب عضو لجنة التوزيع والربط البيني لمجلس الإذاعة الوطنية العامة، ونشطة في برنامج الاتصالات والمجتمع في معهد آسبن.

## وصلات خارجية
- Free Press official site
- SavetheInternet.com